# يوافيرات
يوافيرات (بالبلغارية: Яворец)‏ قرية تقع إدارياً ضمن بلدية غابروفو ‏ في بلغاريا. ويبلغ عدد سكانها 658 نسمة حسب تعداد 15 مارس 2015. تعتمد يوافيرات للبريد على الرمز البريدي 5334.